# Бернар Эзи IV д’Альбре

Альбре на карте Гаскони

Бернар Эзи IV (фр. Bernard Aiz IV d’Albret; ум. 24 декабря 1280) — сеньор Альбре с 1273/1274 года.
Родился не ранее 1257 и не позднее 1260 года. Сын Аманьё VII д’Альбре и его второй жены Маты де Бордо. Наследовал отцу в 1273 или 1274 году (в апреле 1272 года Аманьё VII был ещё жив).
До совершеннолетия находился под опекой Жеро VI д’Арманьяка.
Между 1274 и 1278 годами женился на Жанне де Лузиньян (1260/1264 — до 1323), дочери Гуго XII, графа Марша и Ангулема. Дети:
- Мата (1275/79 — ум. до 1283), дама д’Альбре с 1280 (под опекой матери)
- Изабелла (1276/80 — 1 декабря 1294), дама д’Альбре с 1283 (до замужества — под опекой матери). Жена Бернара VI, графа д’Арманьяка.

Дочери Бернара Эзи IV умерли: старшая — в детском, младшая — в подростковом возрасте, не оставив потомства. Поэтому в 1294 году после смерти Изабеллы сеньором Альбре стал Аманьё VIII — её дядя со стороны отца.
Вдова Бернара Эзи IV Жанна де Лузиньян вторым браком вышла замуж за Пьера де Жуанвиля (ум. не позднее 1292), владельца сеньории Стэнтон Лэйси (Stanton Lacy) в Англии.